# (14146) Hughmaclean
(14146) Hughmaclean est un astéroïde de la ceinture principale.

## Description
(14146) Hughmaclean est un astéroïde de la ceinture principale. Il fut découvert le 28 septembre 1998 à Kitt Peak par le projet Spacewatch. Il présente une orbite caractérisée par un demi-grand axe de 2,32 UA, une excentricité de 0,12 et une inclinaison de 2,1° par rapport à l'écliptique.

## Compléments